# 코스 오브 네이처
코스 오브 네이처(Course of Nature)는 미국의 얼터너티브 록 밴드이다.

## 멤버
- 마크 윌커슨(Mark Wilkerson) - 리드 보컬, 리듬 기타
- 숀 카이프(Sean Kipe) - 리드 기타
- 잭슨 에플리(Jackson Eppley) - 베이스
- 셰인 렌젠 오코넬(Shane Lenzen O'Connell) - 드럼

## 음반 목록
- 《Superkala》(2002년)
- 《Damaged》(2008년)